# Trajekt Ruhrort–Homberg

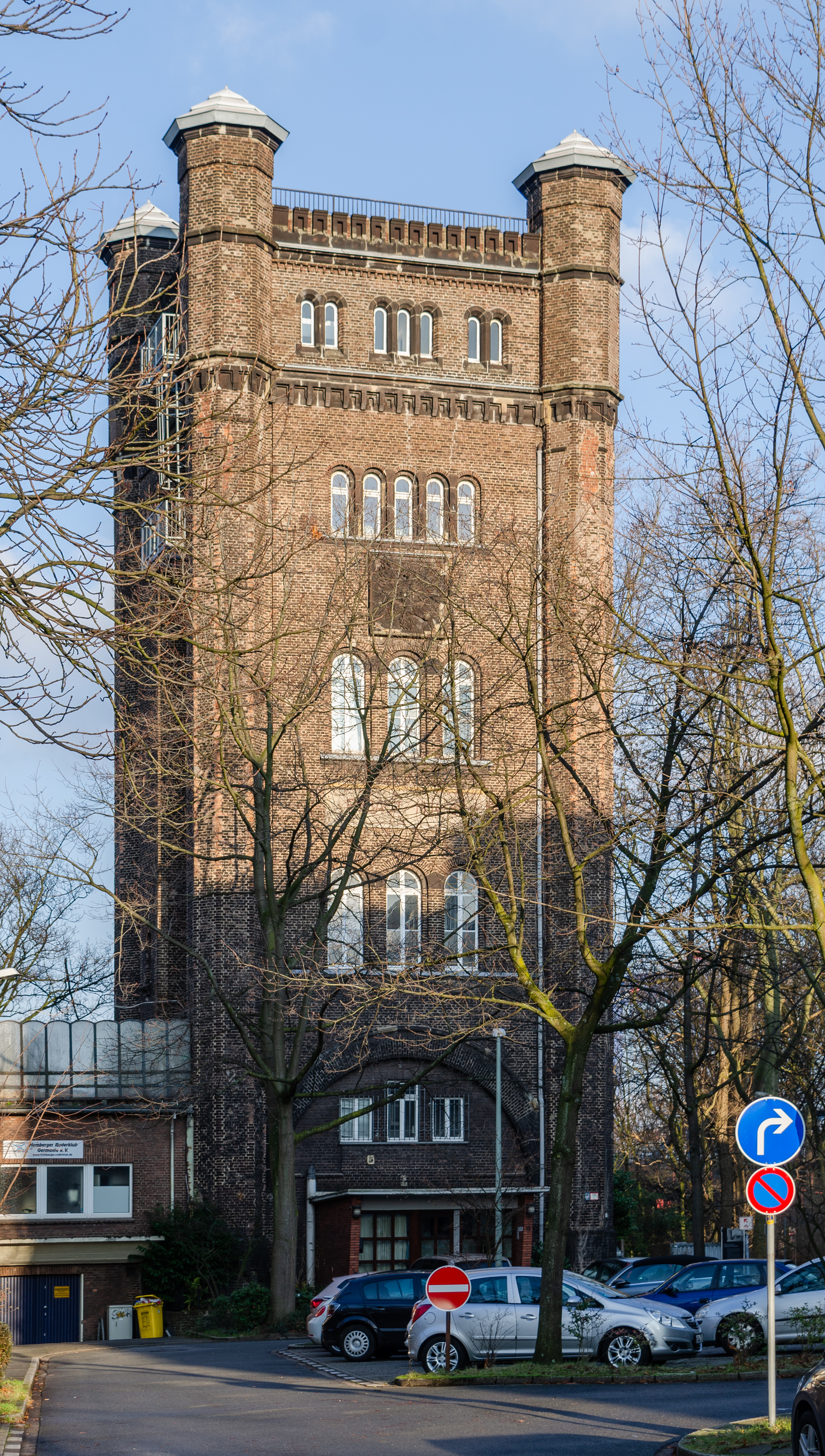
Erhaltener Hebeturm von 1856 in Homberg (2019)

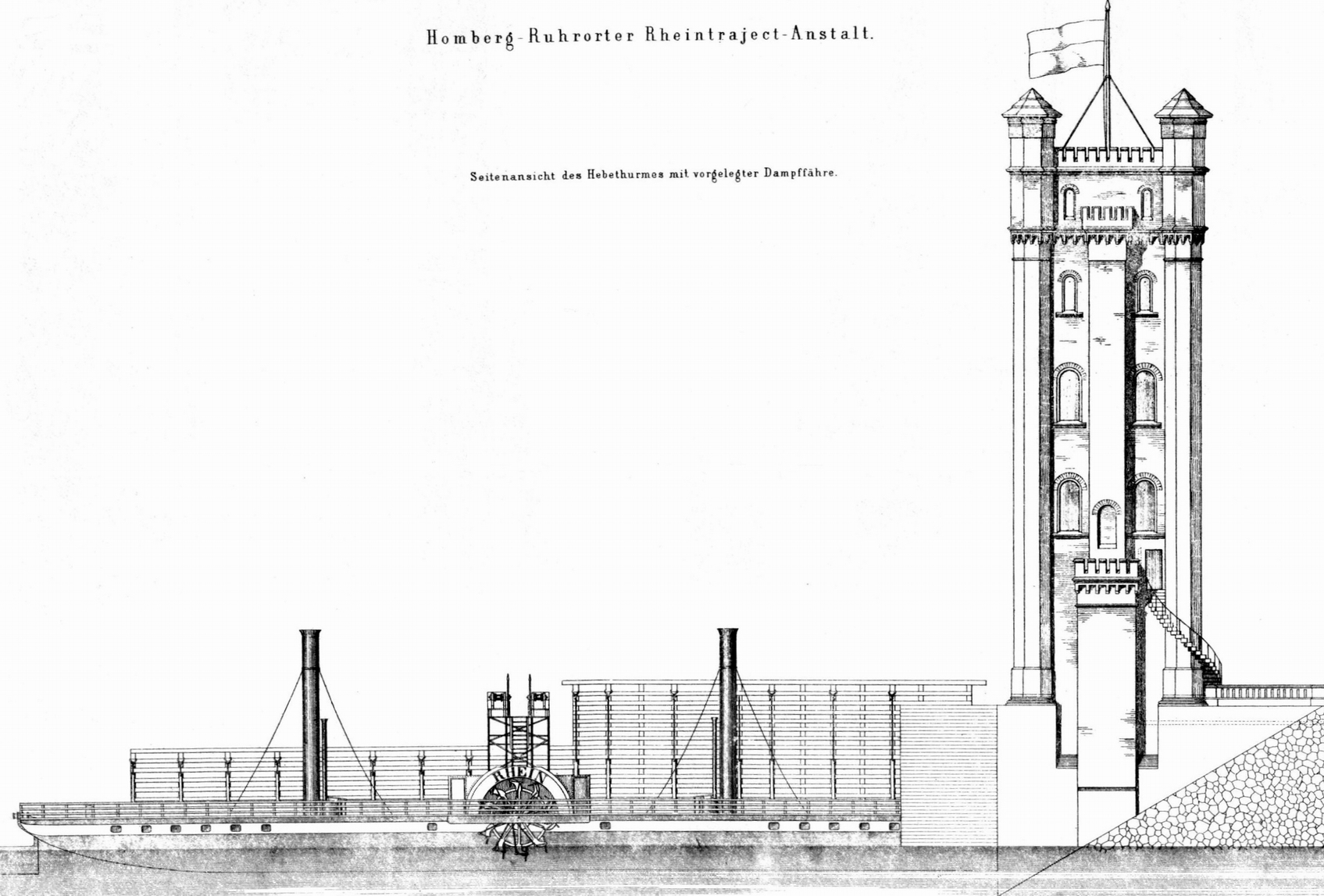
Homberg-Ruhrorter Rheintraject-Anstalt, Seitenansicht des Hebeturms mit vorgelegter Dampffähre „Rhein“.

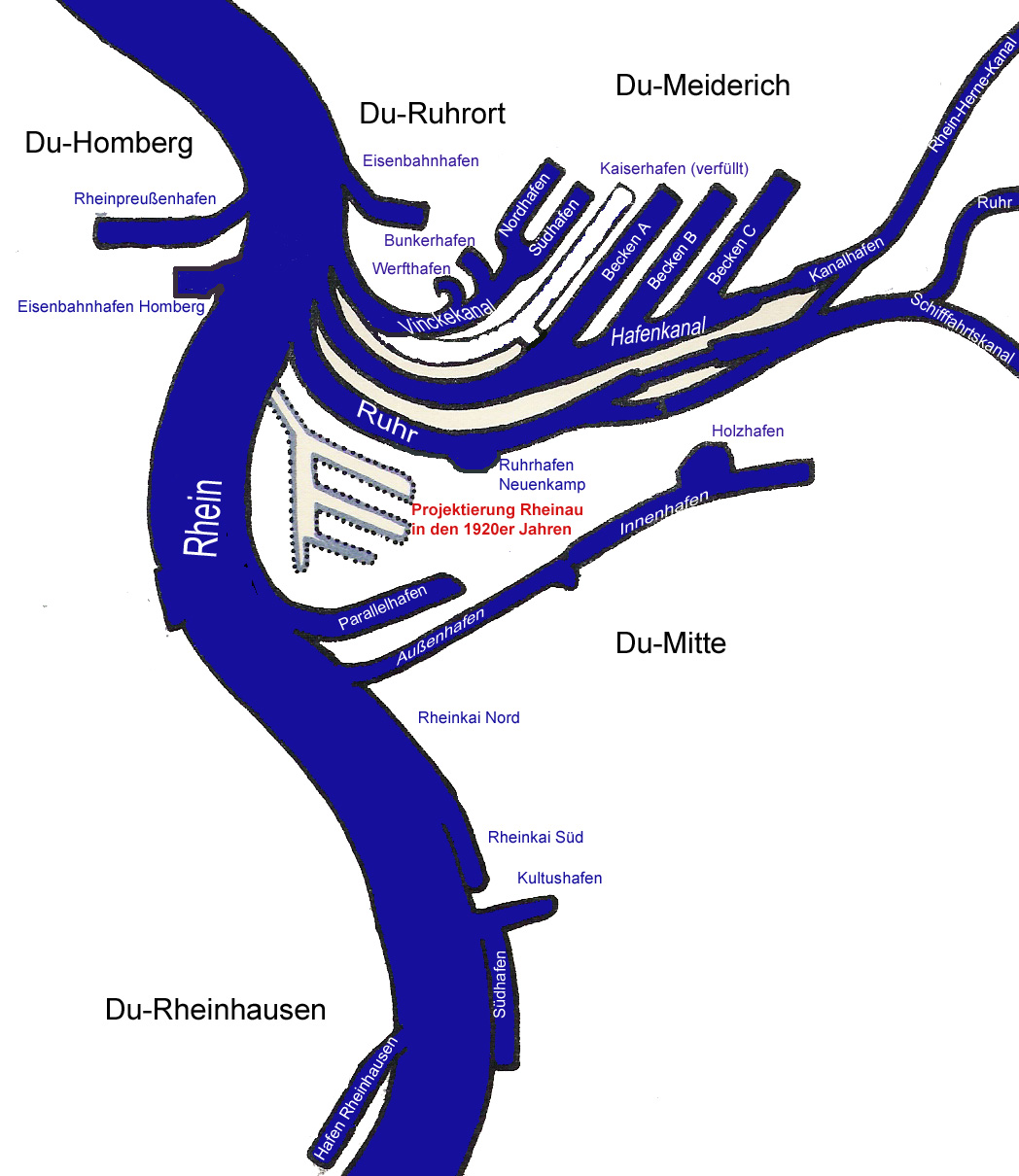
Übersicht der Duisburger Häfen, Eisenbahnhafen oben links

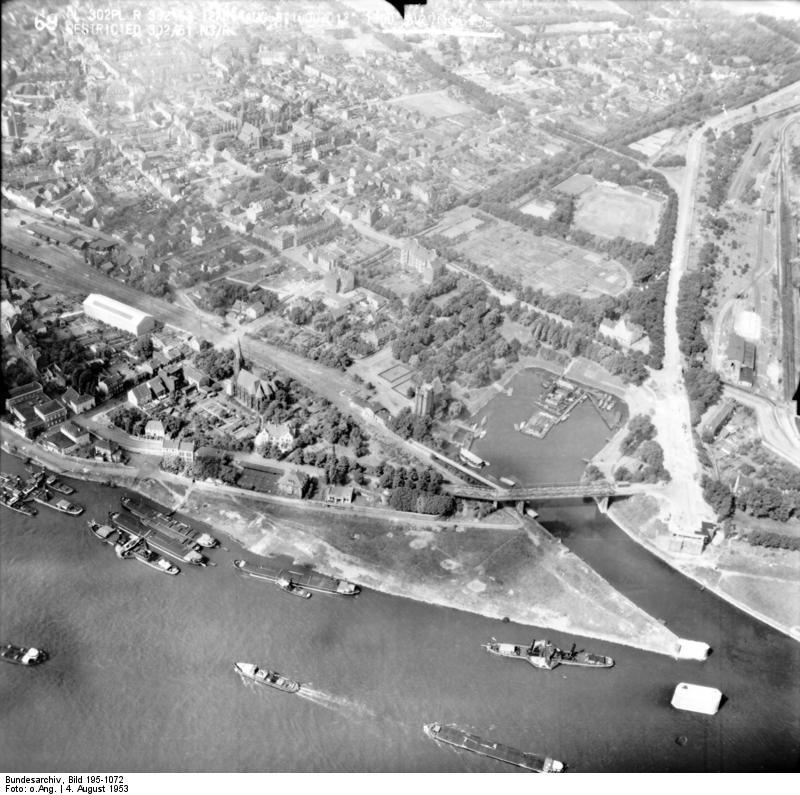
Luftbild mit Hebeturm und Hafenbecken auf Homberger Seite, 1953

Das Trajekt Ruhrort–Homberg war eine Eisenbahnfähre über den Rhein zwischen den heutigen Duisburger Stadtteilen Ruhrort und Homberg.

## Geschichte
Zeitgleich mit dem Bau der Bahnstrecke von Köln über Duisburg nach Minden durch die Köln-Mindener Eisenbahn-Gesellschaft von 1843 bis 1847 suchten die Gesellschafter der Ruhrort-Crefeld-Kreis Gladbacher Eisenbahn-Gesellschaft nach einem Weg, Ruhrkohle billig zu den Industrien auf der linken Rheinseite zu bringen.
Für den Bau einer Brücke über den Rhein waren die technischen Voraussetzungen noch nicht ausgereift. Auch widersetzte sich das preußische Militär dem Bau einer festen Rheinbrücke. Daher entschloss sich die Ruhrort-Crefeld-Kreis Gladbacher Eisenbahn-Gesellschaft zum Bau einer Trajektanstalt zwischen ihrem linksrheinischen Endbahnhof Homberg und dem rechtsrheinischen Hafen von Ruhrort.

### Bau der Bahnstrecken
Am 29. März 1847 schloss die Bahngesellschaft mit der Köln-Mindener Eisenbahn-Gesellschaft einen Vertrag über eine Verbindung der Strecken beider Gesellschaften und für den Transport von Personen- und Güterwagen über den Rhein hinweg.
Daraufhin begann die Ruhrort-Crefeld-Kreis Gladbacher Eisenbahn-Gesellschaft im Mai 1847 mit dem Bau ihrer Strecke von Viersen über Krefeld nach Homberg und eröffnete sie am 15. Oktober 1849. Die Köln-Mindener Eisenbahn-Gesellschaft stellte ihre Stichbahn von Oberhausen nach Ruhrort am 14. Oktober 1848 fertig.

### Bau der Rampen und Hafenbecken
Mangels Erfahrungen in Deutschland entschloss sich die Ruhrort-Crefeld-Kreis Gladbacher Eisenbahn-Gesellschaft, die Trajektierung von Eisenbahnwagen mit einer einfachen Rampenanlage zu beginnen und andere Möglichkeiten im Ausland erst noch zu prüfen. Nachdem um 1850 an beiden Ufern gesonderte Hafenbecken ausgebaggert waren – die noch heute vorhandenen Eisenbahnbassins – wurden zur Überwindung der hohen Ufer schräge Rampen mit einer Neigung von 1: 12 angelegt und darauf Schienen bis ins Wasser hinein verlegt. Lokomotiven ließen über diese Gleise die Waggons zunächst an Ketten, später an Seilen zu den Fährponten hinab bzw. zogen sie am anderen Ufer wieder herauf.
Die Fährponten konnte jeweils drei Wagen tragen. Sie wurden an beiden Seiten eines kleinen Dampfers befestigt und überquerten ab 12. November 1852 in freier Fahrt den Rhein. Trotz der Probleme durch Eisgang und Hochwasser und trotz vieler Ketten- und Seilbrüche konnten auf diese Weise anfangs monatlich bis zu 700 Wagen trajektiert werden. 1855 wurden 32.000 Wagen über den Rhein gefahren. Die Grenze der Leistungsfähigkeit war damit aber erreicht.

### Bau der hydraulischen Hebeanlage
Zur Erhöhung der Leistung entschied sich die Bahngesellschaft, an jedem Ufer neben den Rampen einen Hebeturm mit einer hydraulisch bewegten Hebebühne zu errichten. Die Anlagen wurden von einer englischen Firma geliefert und eingebaut. Über einen Höhenunterschied von maximal 8,50 Metern konnten jeweils zwei Güterwagen oder ein Personenwagen auf einer Hebebühne im Turm bewegt werden.
Ein speziell für den Transport gebauter Raddampfer von 52 Metern Länge und 8 Metern Breite konnte bei jeder Fahrt zwölf Güterwagen oder vier Personenwagen befördern. Das Schiff besaß vier Dampfkessel und hatte auf jeder Schiffsseite zwei hohe Schornsteine. Im Schiffsinnern befanden sich Räume für die Fahrgäste, die nicht in den Wagen blieben.
Der Bau der Hubanlagen begann im Sommer 1854. Am 1. Mai 1856 gingen die neuen Anlagen in Betrieb. Im gleichen Jahr wurden 47.050 Waggons transportiert. Durch den Mitbetrieb der schrägen Ebenen ließ sich die Leistung an Spitzentagen noch erhöhen. Allerdings kam es immer wieder zu spürbaren Betriebsunterbrechungen bei Sturm, Eisgang und Hochwasser.

## Übernahme durch die BME
Nachdem die Bergisch-Märkische Eisenbahn-Gesellschaft zum 1. Januar 1866 die Gesellschaft, die bis dahin von der Königlichen Direktion der Aachen-Düsseldorf-Ruhrorter Eisenbahn-Gesellschaft verwaltet worden war, übernommen hatte, begannen erhebliche Reparatur- und Verbesserungsarbeiten, um die Leistungsfähigkeit der Trajektanstalt weiter zu steigern. Dabei wurden auch die schrägen Rampen auf 1:24 abgeflacht, um darüber längere Fahrzeuge befördern zu können. Durch die Indienststellung eines weiteren Fährschiffes konnte die Leistung der Anlage auf über 100.000 trajektierte Wagen jährlich gesteigert werden.
Mit der Eröffnung der neuen Kohlenbahn der Rheinischen Eisenbahn-Gesellschaft von Osterath bei Krefeld über Rheinhausen nach Essen mit dem Trajekt Rheinhausen–Hochfeld am 23. August 1866 und vor allem der Rheinhausen-Hochfelder Rheinbrücke 1874, verlor die Bergisch-Märkische Eisenbahn-Gesellschaft bis zur Verstaatlichung der privaten Bahngesellschaften 1881 nach und nach Transportvolumen für ihr Homberger Trajekt.
1881 lag die Transportleistung noch bei etwa 80.000 trajektierten Wagen. Trotzdem baute die Bahngesellschaft den Ruhrorter Hebeturm der Trajektanstalt 1876 nach einem Brand wieder auf.

## Einstellung des Trajektbetriebs
Nach unterschiedlichen Angaben in der bekannten Literatur wurde der Trajektbetrieb am 1. April 1885 durch die Königlich Preußische Staatseisenbahn eingestellt. Für den Personenverkehr betrieb sie ab diesem Zeitpunkt noch bis zur Eröffnung der Friedrich-Ebert-Brücke zwischen Homberg und Ruhrort im Jahre 1907 einen einfachen Fährverkehr. Ob dagegen die Trajektierung von Güterwagen noch bis zur Eröffnung der Haus-Knipp-Eisenbahnbrücke in Baerl im Jahre 1912 fortgesetzt wurde, erscheint zweifelhaft.
Die Bassinbrücke über die Ruhrorter Hafeneinfahrt entstand im Zusammenhang mit der nördlichen Rampe der neuen Straßenbrücke über den Rhein. Die Bogenträgerbrücke mit dem Tragwerk nach Art des „Deutschen Bogens“ wurde 1906/07 von der Gutehoffnungshütte errichtet. Der baufällige Hebeturm auf der Ruhrorter Seite wurde 1971 abgerissen. Sein Pendant in Homberg steht heute noch und wurde zeitweise als Jugendherberge genutzt. Er ist heute Teil der Route der Industriekultur.

## Heutige Nutzung der Eisenbahnhäfen
Die Hafenbecken auf der Homberger und Ruhrorter Seite werden heutzutage von Anglern und Sportbootsführern verwendet. Im Homberger Hafenbecken liegt seit 1946 das Internatsschulschiff „Rhein“. Das Schulschiff bietet während der dreimonatigen Berufsschulblöcke den angehenden Rheinschiffern Unterkunft, Verpflegung und Betreuung.
Der Ruhrorter Eisenbahnhafen sollte nach den Plänen eines Investors in den 1990er Jahren zu einem Yachthafen ausgebaut werden, dazu kam es aber nicht. An der Nordseite des Ruhrorter Hafenbeckens nahe dem Rhein entstand 2004 eine neue Promenade, die das Zentrum des alten Hafenstadtteils Duisburg–Ruhrort mit dem Museum der Deutschen Binnenschifffahrt verbindet. Im Sommer 2015 war er Ort einer begehbaren Freiluftinstallation „Nomanslanding“ im Rahmen der Ruhrtriennale.

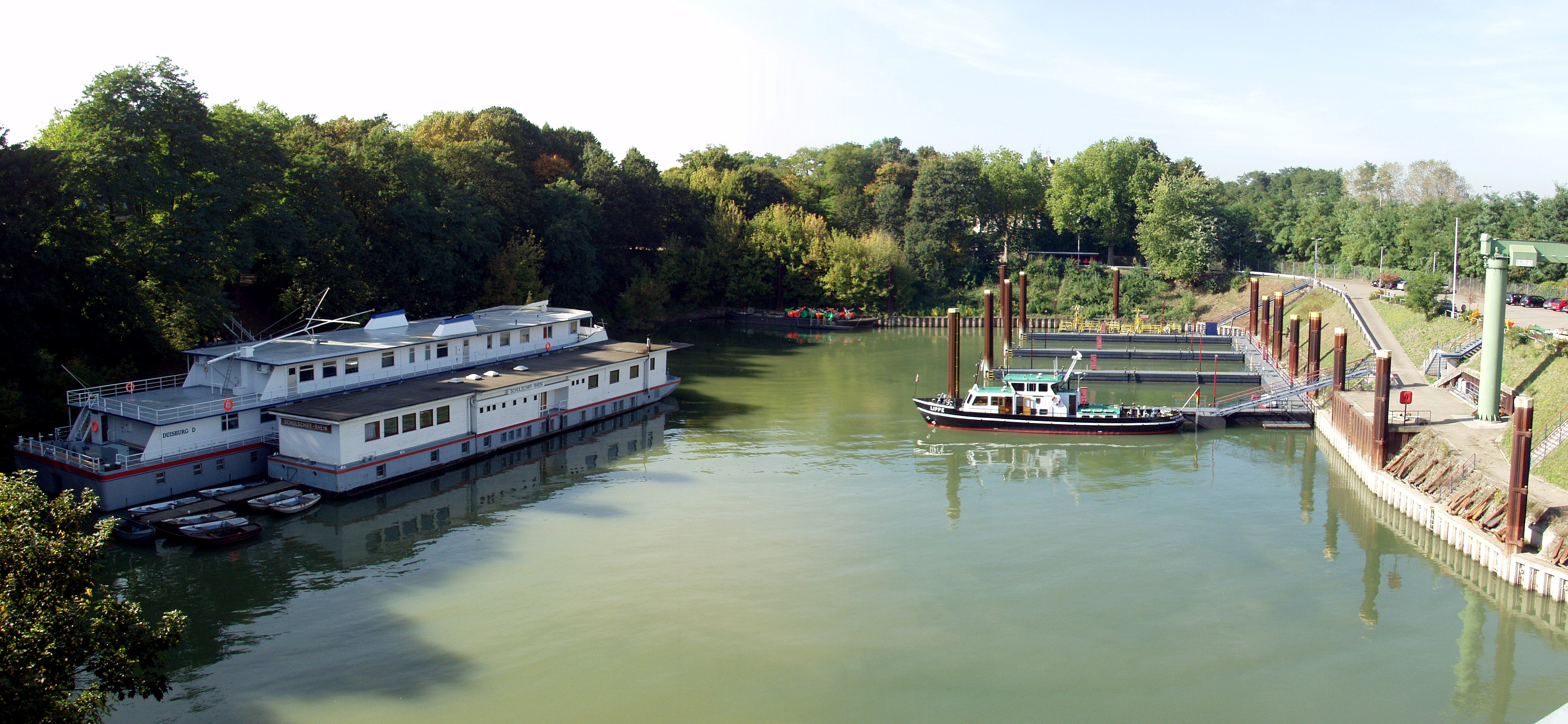
Homberger Eisenbahnhafen mit dem Schulschiff Rhein
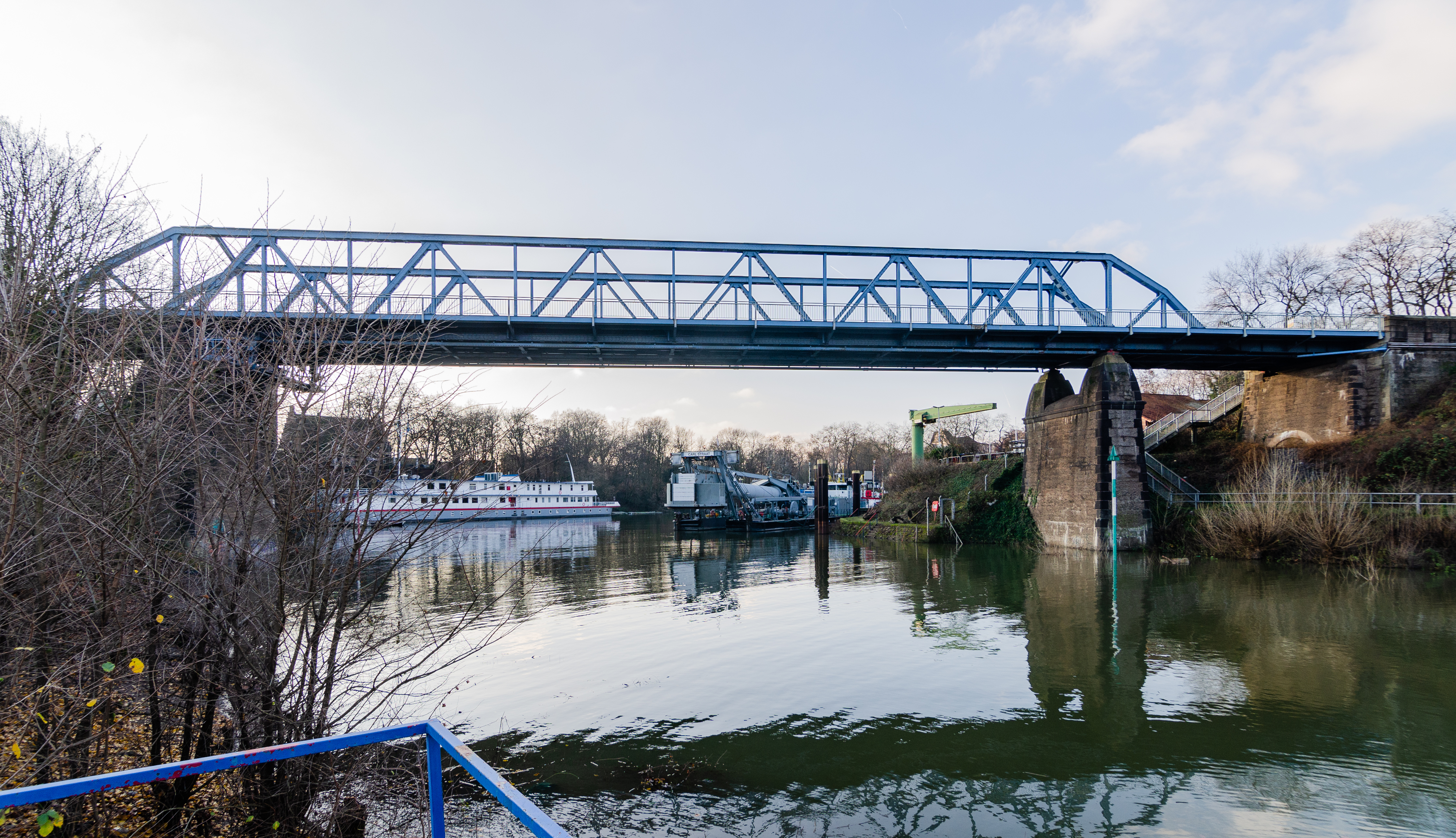
Homberger Eisenbahnhafen: Einfahrt mit denkmalgeschützter Brücke
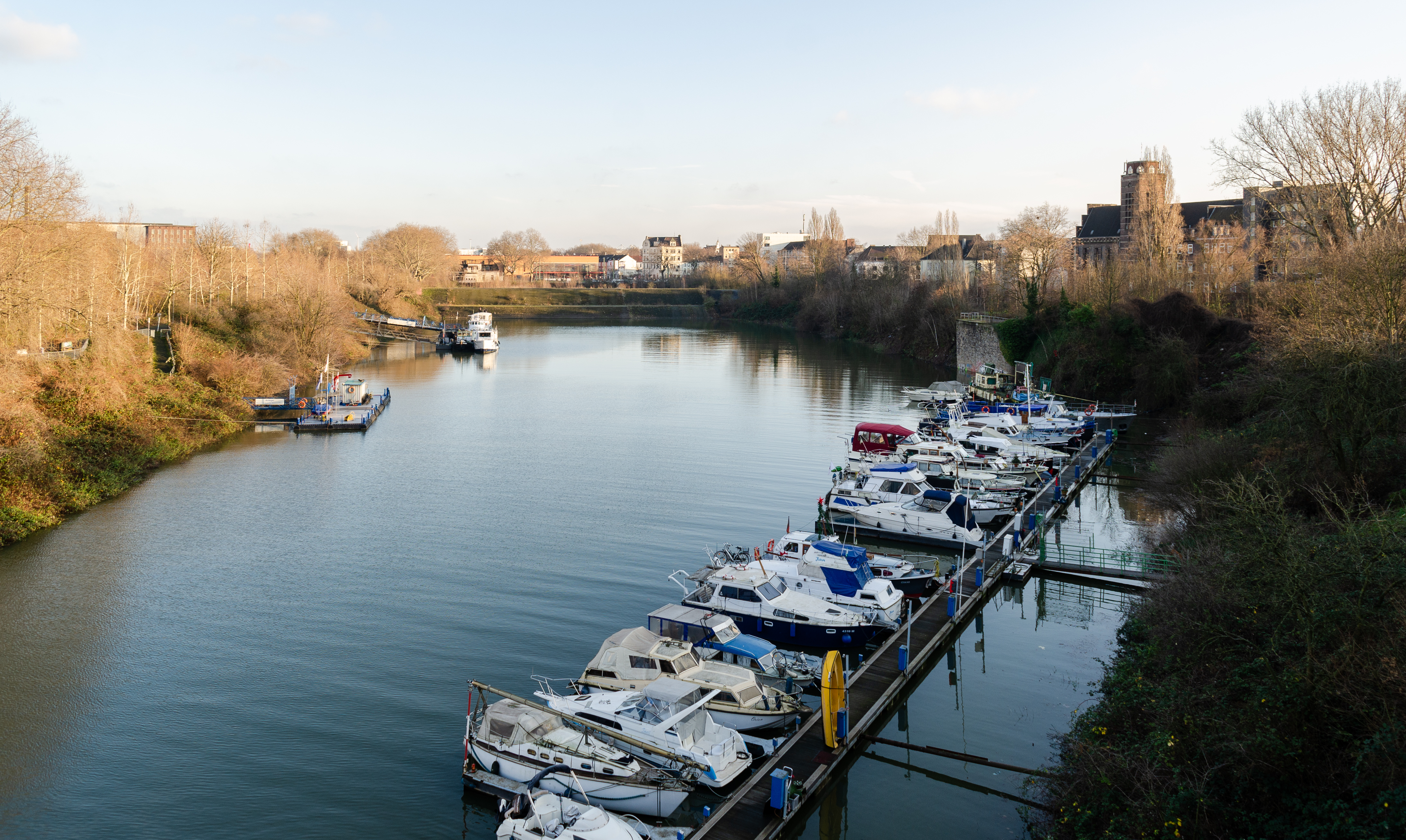
Ruhrorter Eisenbahnhafen
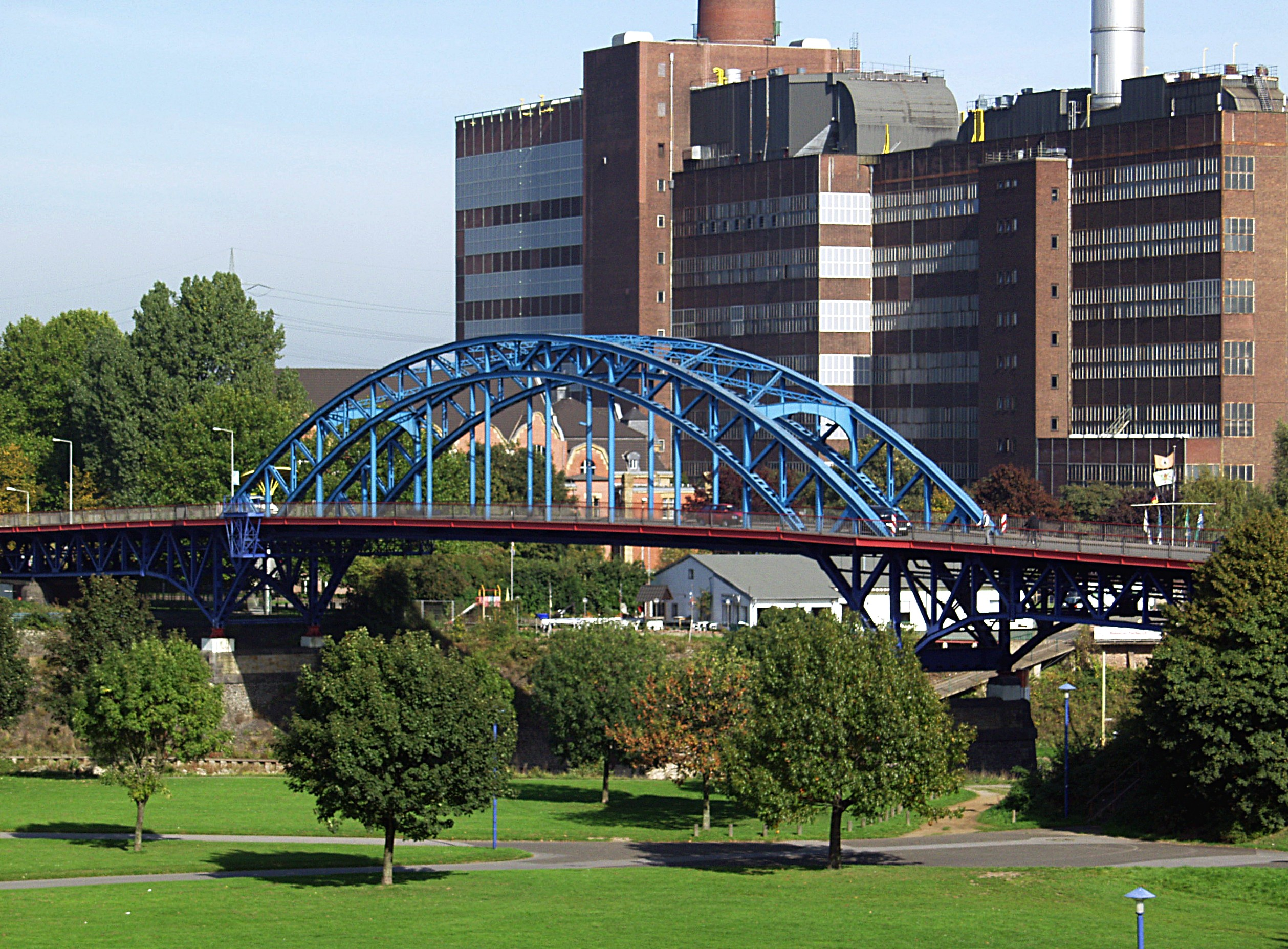
Ruhrorter Eisenbahnhafen: Marode Überführung